# Gateway Plaza
Il Gateway Plaza (1 Macquarie Place) è un grattacielo di Sydney in Australia.

## Storia
Nel 1971 un consorzio composto dalla Hooker Corporation, dalla Mainline Corporation e dalla Dilingham Development Division (parte di Silverton Transport and General Industries Ltd) annunciò la sua proposta di riqualificazione di un'area lungo la Circular Quay. Il progetto venne soprannominato Gateway Plaza. Tuttavia, i lavori di costruzione dell'edificio, progettato dallo studio di architettura Peddle, Thorp & Walker, iniziarono solo nel 1985 a causa di ritardi. Nel 1988 il grattacielo venne venduto prima del suo completamento a una controllata del National Mutual per 325 milioni di dollari australiani. I lavori di costruzione vennero ultimati nel 1990.

## Descrizione
L'edificio sorge sul lungomare di Circular Quay nel CBD di Sydney, e presenta un'altezza di 164 metri.